# دائرة الرشيدية
دائرة الرشيدية هي إحدى دوائر إقليم الرشيدية، التابع لجهة درعة تافيلالت، المملكة المغربية. تضم الدائرة 5 جماعات قروية، وبلغ عدد سكانها 56062 فرداً سنة 2004 حسب الإحصاء الرسمي للسكان والسكنى. يتبع للدائرة 18 مشيخة و108 دوار.

## التقسيمات الإداريّة
تعتبر دائرة الرشيدية إحدى الدوائر المشكّلة لإقليم الرشيدية، وهو التقسيم الإداري من المستوى الرابع المعتمد في المغرب. ينقسم إقليم الرشيدية إلى 22 جماعات قروية تختلف من حيث السكان والمساحة، والتي بدورها تنقسم إلى مشيخات تضم عدداً من الدواوير.